# Hyloxalus eleutherodactylus
Espèce
Synonymes
- Colostethus eleutherodactylus Duellman, 2004

Statut de conservation UICN

 DD  : Données insuffisantes
Hyloxalus eleutherodactylus est une espèce d'amphibiens de la famille des Dendrobatidae.

## Répartition
Cette espèce est endémique de la province de San Martín dans la région de San Martín au Pérou,. Elle se rencontre à Shapaja vers 360 m d'altitude.

## Description
La femelle holotype mesure 22,7 mm et le mâle paratype 21,0 mm.

## Étymologie
Le nom spécifique eleutherodactylus vient du grec eleutheros, libre, et du grec dactylos, doigt ou orteil, en référence à l'absence de palmure entre les doigts et orteils.

## Publication originale
- Duellman, 2004 : Frogs of the genus Colostethus (Anura, Dendrobatidae) in the Andes of northern Peru. Scientific Papers of the Natural History Museum, University of Kansas, no 35, p. 1-49 (texte intégral).